# Lassie

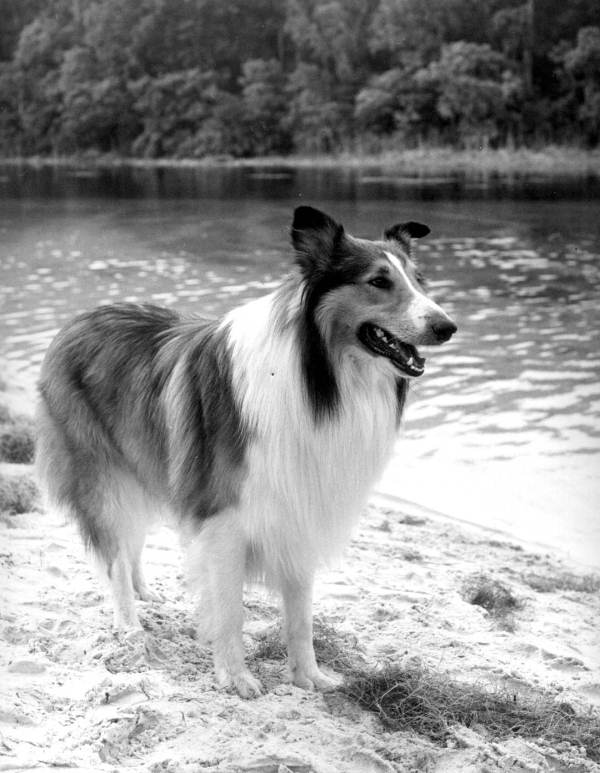
A série Lassie filmada em locações na Florida em 1965

Lassie é uma cadela personagem da raça Rough Collie, criada pelo britânico Eric Knight, e publicado como conto no Saturday Evening Post em 1938 e no livro "Lassie Come Home" (no Brasil, "A Força do Coração").
O livro foi transformado no filme Lassie Come Home, de 1943 pela MGM, com um cão chamado Pal no papel de Lassie. Foram coadjuvantes, os atores mirins Roddy McDowall, com 15 anos, e Elizabeth Taylor, então com 11 anos
Pal figurou como Lassie em outros seis filmes da MGM até 1951. Seu dono e treinador, Rudd Weatherwax, adquiriu do estúdio o nome "Lassie" e passou a usá-lo com Pal em rodeios e feiras pelos Estados Unidos. Em 1954, Lassie estreou como série de televisão, que perdurou até 1973. Nesses 19 anos, vários descendentes de Pal foram protagonistas da série.
Uma segunda série foi filmada nos anos 1980. De 1997 a 1999, a companhia canadense Cinar Inc. produziu uma nova série de tv para o canal Animal Planet.
Em 1999, foi rodado outro filme, com Tom Guiry e Helen Slater como protagonistas. Em 2005, um remake do filme original foi produzido no Reino Unido, estrelando Peter O'Toole e Samantha Morton.
Lassie é um dos três animais que foram homenageados com uma estrela na Calçada da Fama de Hollywood (os outros foram Rin Tin Tin e Strongheart). Em 2005, o jornal Variety colocou Lassie como um dos "100 Ícones do Século", o único animal da lista.

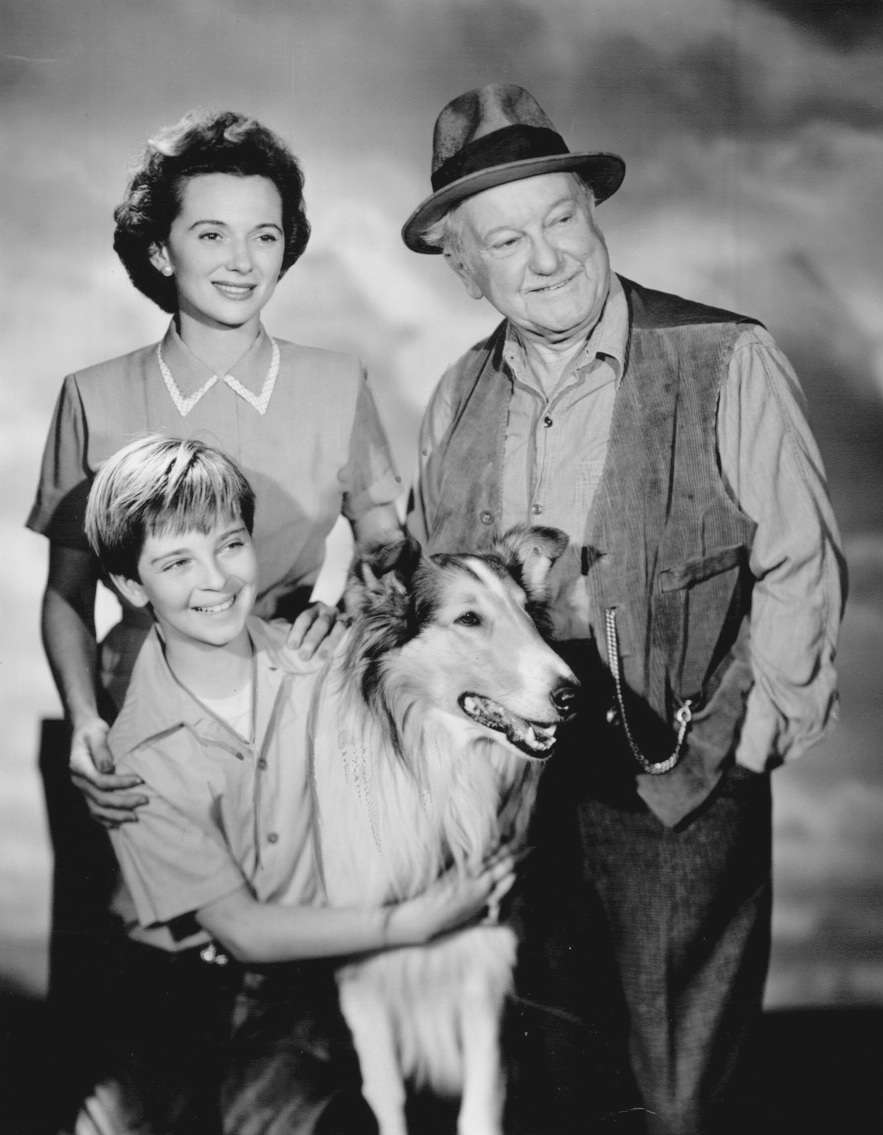
Elenco de Lassie em 1955:Jan Clayton, George Cleveland, o menino Tommy Rettig e Pal (como Lassie)

## Televisão
- Lassie de 1954 a 1974, série de TV, também conhecido como Jeff's Collie e Timmy and Lassie;
- Lassie's Rescue Rangers (1973), série de desenhos animados;
- Lassie: A New Beginning (1978);
- The New Lassie (série de TV);
- Meiken Lassie (anime, 1996);
- Lassie (série de TV de 1997) (1997);
- Lassie (The New Adventures of Lassie) (2014), série de desenhos animados.

## Filmes
- Lassie Come Home (1943), primeiro grande papel de Elizabeth Taylor;
- Son of Lassie (1945);
- Courage of Lassie (1946), com Elizabeth Taylor;
- Hills of Home (1948), também conhecida como "Master of Lassie";
- The Sun Comes Up (1949);
- Challenge to Lassie (1950);
- The Painted Hills (1951);
- Lassie's Great Adventure (1963);
- The Magic of Lassie (1978);
- Lassie (1994);
- Lassie (2005).